# Identitet (Zagreb)
Identitet je časopis Srpskog demokratskog foruma.

## Povijest
Časopis je počeo izlaziti 1996. s podnaslovom srpske nezavisne novine u nakladi Srpskog demokratskog foruma (SDF) u Zagrebu. Dosadašnji glavni i odgovorni urednici bili su Boris Rašeta, Čedomir Višnjić, Milka Ljubičić, Milorad Bošnjak, Ljubo Manojlović, Igor Palija i Veljko Džakula.
Identitet je dobitnik nagrade za demokraciju i civilno društvo Europske unije i SAD.

## Sadržaj
Časopis objavljuje članke o aktualnim hrvatskim društvenim i političkim zbivanjima te o položaju Srba u Hrvatskoj. Također donosi članke o sportu i kulturi.
Časopis nije dostupan u digitalnom obliku.